# IMC (lotnictwo)
IMC (ang. instrument meteorological conditions) – określenie stosowane w lotnictwie, które oznacza warunki (na ogól brak wystarczającej widoczności), w których nie jest możliwe wykonywanie lotów VFR.